# Federico Gómez de Salazar y Nieto
Federico Gómez de Salazar y Nieto (* 29. Dezember 1912; † 24. Januar 2006 in Madrid) war spanischer General und Militärgouverneur der spanischen Kolonie Spanisch-Sahara.
Gómez de Salazar amtierte als Militärgouverneur von Spanisch-Sahara, der heutigen Westsahara, vom 6. Juni 1974 bis zum 6. Februar 1976. In seine Amtszeit fiel der sogenannte Grüne Marsch Marokkos in die Westsahara.
| Personendaten    | Personendaten                                                                   |
| ---------------- | ------------------------------------------------------------------------------- |
| NAME             | Gómez de Salazar y Nieto, Federico                                              |
| KURZBESCHREIBUNG | spanischer General und Militärgouverneur der spanischen Kolonie Spanisch-Sahara |
| GEBURTSDATUM     | 29. Dezember 1912                                                               |
| STERBEDATUM      | 24. Januar 2006                                                                 |
| STERBEORT        | Madrid                                                                          |